# Kucbork
Kucbork (niem. Kutzburg) – wieś w Polsce położona w województwie warmińsko-mazurskim, w powiecie szczycieńskim, w gminie Wielbark, znajdująca się na północ od Wielbarka. W latach 1975–1998 miejscowość administracyjnie należała do województwa olsztyńskiego.
Wieś murowana z nielicznymi drewnianymi chałupami. Na skraju wsi znajduje się cmentarz wojskowy z okresu pierwszej wojny światowej, z mogiłami żołnierzy armii rosyjskiej. Natomiast przy drodze do wsi Głuch znajduje się dawny cmentarz ewangelicki. We wsi rozpoczyna się rowerowy zielony szlak turystyczny.

## Historia
Wieś położona nad rzeką Sawicą, założona na planie wielodrożnicy. Już w 1360 r. wymieniana w dokumentach była kuźnia hutnicza. Początkowo osada zamieszkiwana była głównie przez bartników, później przekształciła się w wieś chłopską. W czasie pierwszej wojny światowej miejscowość była bardzo zniszczona. Po wojnie wieś została odbudowana.